# Канчис, Ремигиюс
Ремигиюс Канчис (лит. Remigijus Kančys; род. 17 июля 1987, Пренай) — литовский легкоатлет, специалист по бегу на длинные дистанции и марафону. Выступает за сборную Литвы по лёгкой атлетике с 2013 года, участник ряда крупных международных соревнований, в том числе летних Олимпийских игр в Рио-де-Жанейро.

## Биография
Ремигиюс Канчис родился 17 июля 1987 года в городе Пренай, Литовская ССР.
Занимался бегом в Каунасе, проходил подготовку в каунасском легкоатлетическом клубе.
Впервые заявил о себе в лёгкой атлетике в сезоне 2010 года, выиграв бронзовую медаль в беге на 5000 метров на чемпионате Литвы в Каунасе. Год спустя стал серебряным призёром литовского национального первенства в беге на 1500 метров. Ещё через год на аналогичных соревнованиях взял бронзу на пятитысячной дистанции.
Впоследствии перешёл на более длинные дистанции, в частности в 2013 году пробежал Франкфуртский марафон, а в 2014 году одержал победу на домашнем Вильнюсском марафоне.
В 2015 году на Берлинском марафоне показал на финише своё лучшее время на тот момент — 2:15:34.
В 2016 году занял 48 место в полумарафоне на чемпионате Европы в Амстердаме. Выполнив олимпийский квалификационный норматив 2:19:00, удостоился права защищать честь страны на летних Олимпийских играх в Рио-де-Жанейро — в программе мужского марафона показал время 2:21:10, расположившись в итоговом протоколе соревнований на 75 позиции.
После Олимпиады в Рио Канчис остался в составе литовской национальной сборной и продолжил принимать участие в крупнейших международных соревнованиях. Так, в 2017 году он пробежал Ганноверский марафон, где обновил свой личный рекорд (2:13:12), и занял 24 место в марафонской дисциплине на чемпионате мира Лондоне.
В 2018 году занял 26 место в марафоне на чемпионате Европы в Берлине.
В 2019 году выиграл Каунасский марафон, финишировал одиннадцатым на Франкфуртском марафоне, где вновь обновил свой личный рекорд (2:12:50).